# Mozek/Změna
Mozek/Změna je kompilace dvou alb brněnské rockové skupiny Progres 2. Album bylo vydáno v roce 2000 (viz 2000 v hudbě).
Ačkoliv v první polovině 90. let 20. století byly vydány na CD reedice některých alb kapely Progres 2, ke znovuvydání desek Mozek a Změna! nedošlo. Jejich první reedice na CD byla realizována až v roce 2000, kdy bylo z remasterovaných záznamů Mozku a Změny vytvořeno dvojalbum Mozek/Změna s dalšími bonusy (singly), které bylo vydavatelem prezentováno jako „2CD za cenu jednoho“.

## Seznam skladeb

### Disk 1 (Mozek)
1. „Inzerát“ (Kluka, Peteraj/Čort) – 4:39
2. „Neznámý génius“ (Pelc/Čort) – 4:50
3. „V útulku mudrců“ (Pelc/Čort) – 6:16
4. „Co je život I“ (Pelc/Čort) – 3:46
5. „Co je život II“ (Kluka/Kluka) – 3:38
6. „Pod generátorem“ (Kluka/Čort) – 4:17
7. „Radost a štěstí“ (Pelc/Čort) – 2:55
8. „Čistý štít u firmy mít“ (Pelc/Čort) – 5:09
9. „Vzpoura otroků – počítačů“ (Kluka/Čort) – 2:39
10. „X. A. Z.“ (Kluka, Pelc/Kluka, Pelc) – 2:21
11. „Kdo je tam?“ (Kluka/Čort) – 4:04

Bonusy:
1. „Nech je být (Pokrytci)“ (Pelc/Kluka) – 4:42
singl (1983)
2. „Normální je závist“ (Kluka/Čort, Kluka) – 4:00
B strana singlu Nech je být
3. „Máš svůj den“ (Kluka/Kluka) – 5:16
singl (1985)
4. „Co se děje u Matěje“ (Kluka/Kluka) – 2:53
B strana singlu Máš svůj den

### Disk 2 (Změna!)
1. „Kdo to myslí vážně“ (Kluka/Čort) – 4:38
2. „Změna“ (Kluka/Čort) – 4:56
3. „Nejsi jiný“ (Kluka/Čort) – 3:38
4. „Tajemství her“ (Bajger/Bajger) – 5:29
5. „Něžný dotek zmoudření“ (Kluka/Čort) – 3:27
6. „Rty jsou schránka čekání“ (Pelc/Čort) – 8:45
7. „Stroj na výrobu hluku“ (Kluka/Čort) – 5:18
8. „Na dřevěném koni“ (Bajger, Pelc/Čort) – 4:15
9. „Plátěnky na nohách“ (Kluka/Čort) – 3:24

Bonusy:
1. „Už nemluví“ (Kluka, Bajger/Čort) – 3:07
singl (1986)
2. „Vrať se zpátky, léto mé“ (Pelc/Čort) – 4:22
B strana singlu Už nemluví